# Stor jordgøg
Stor jordgøg (latin: Geococcyx californianus) er en amerikansk ørkenfugl, som er mest kendt fra tegnefilmene fra Looney Tunes, hvor den på dansk går under navnet Hjulben (på engelsk: Roadrunner).